# Ornithogalum oligophyllum
Ornithogalum oligophyllum là một loài thực vật có hoa trong họ Măng tây. Loài này được E.D.Clarke mô tả khoa học đầu tiên năm 1816.